# باريس بوخوسكي
باريس بوخوسكي (بالروسية: Пуховский, Борис Валерьевич)‏ مواليد 3 يناير 1987 في روسيا البيضاء، هو لاعب كرة يد بيلاروسي يلعب كوسط مدافع. يلعب حاليا مع نادي موتو زاباروجي لكرة اليد ويحمل الرقم 10. مثل منتخب بيلاروسيا لكرة اليد.

## سجل المنافسة
شارك في البطولات التالية:
- بطولة العالم لكرة اليد للرجال 2015
- بطولة أوروبا لكرة اليد للرجال 2014
- بطولة أوروبا لكرة اليد للرجال 2016

## روابط خارجية
- باريس بوخوسكي على موقع الاتحاد الأوروبي لكرة اليد (الإنجليزية)